# Székfű-csuklyásbagoly
A székfű-csuklyásbagoly (Cucullia chamomillae) a bagolylepkefélék családjába tartozó, Eurázsiában és Észak-Afrikában honos lepkefaj. 

## Megjelenése
A székfű-csuklyásbagoly szárnyfesztávolsága 40-42 mm. Homloka sötétszürke, a csáptövi pamacsok feketés végűek. A gallér alsó harmadán vékony, éles fekete csík fut végig; a gallér felső szegélyén és a válltakarók belső szélén sötétszürke csík látható. A tor középső része és a potrohpamacsok az elülső szárny alapszínénél mindig sötétebb árnyalatú szürkék. A szárnyak szinte egyöntetű barnásszürkék. Az elülső szárnyon alig látható mintázat, de a rajzolat szálkásnak tűnik az erek sötétebb fedettsége miatt; ezek a rojtba is kifutnak.  A vesefolt néha vékony vonallal részben (de sosem teljesen!) körülrajzolt. A belső keresztvonal csak igen halványan látszik, mindig erősen zegzugos; a külső keresztvonal az esetek többségében hiányzik. A rojt sötétszürke, töve világos. A hátulsó szárny szürkésfehér, erős barnás- szürke behintéssel, hangsúlyozott erekkel. A szegélye sötétebb de éles határvonal nélkül; a holdfolt általában megtalálható. A rojt fehér, belső felén folyamatos barnásszürke vonallal. A szárnyak fonákja barnásfehér, erős sötétszürke behintéssel; a holdfolt árnyéka mindig megtalálható.
Petéje zöldesfehér színű, félgömb alakú, bordázott.
Hernyójának alapszíne változatos, lehet fehér, világoszöld, rózsaszín, sárga vagy fekete. A hátán a kisebb harántsávok rombuszokból vagy háromszögekből álló mintázatot alkotnak. Oldalain az alapszíntől élénken elütő harántsávok húzódnak. Bábja világos sárgásbarna. 

### Hasonló fajok
A harangvirág-csuklyásbagoly, a homoki csuklyásbagoly, a lilásszürke csuklyásbagoly, a saláta-csuklyásbagoly, a hamvas csuklyásbagoly, a vértesi csuklyásbagoly, a vonalkás csuklyásbagoly, a közönséges csuklyásbagoly hasonlít hozzá.

## Elterjedése
Eurázsiában (az Ibériai-félszigettől Közép-Ázsiáig) és Észak-Afrikában honos. Magyarországon országszerte megtalálható. 

## Életmódja
Mezők, útszélek, parlagok, zavart társulások lakója. 
Évente egy nemzedéke nő fel, imágóival márciustól június elejéig lehet találkozni. Hernyói elsősorban székfű (Matricaria spp.), illetve cickafark (Achillea spp.), pipitér (Anthemis spp.), üröm (Artemisia spp.), krizantém (Chrysanthemum spp.) leveleivel táplálkozik. A fiatal hernyó mindig a leveleken található, míg idősebben napközben a tápnövény tövében bújuk meg. Ősszel a talajban bebábozódik, így telel át, majd kora tavasszal előbújik a kifejlett lepke. 

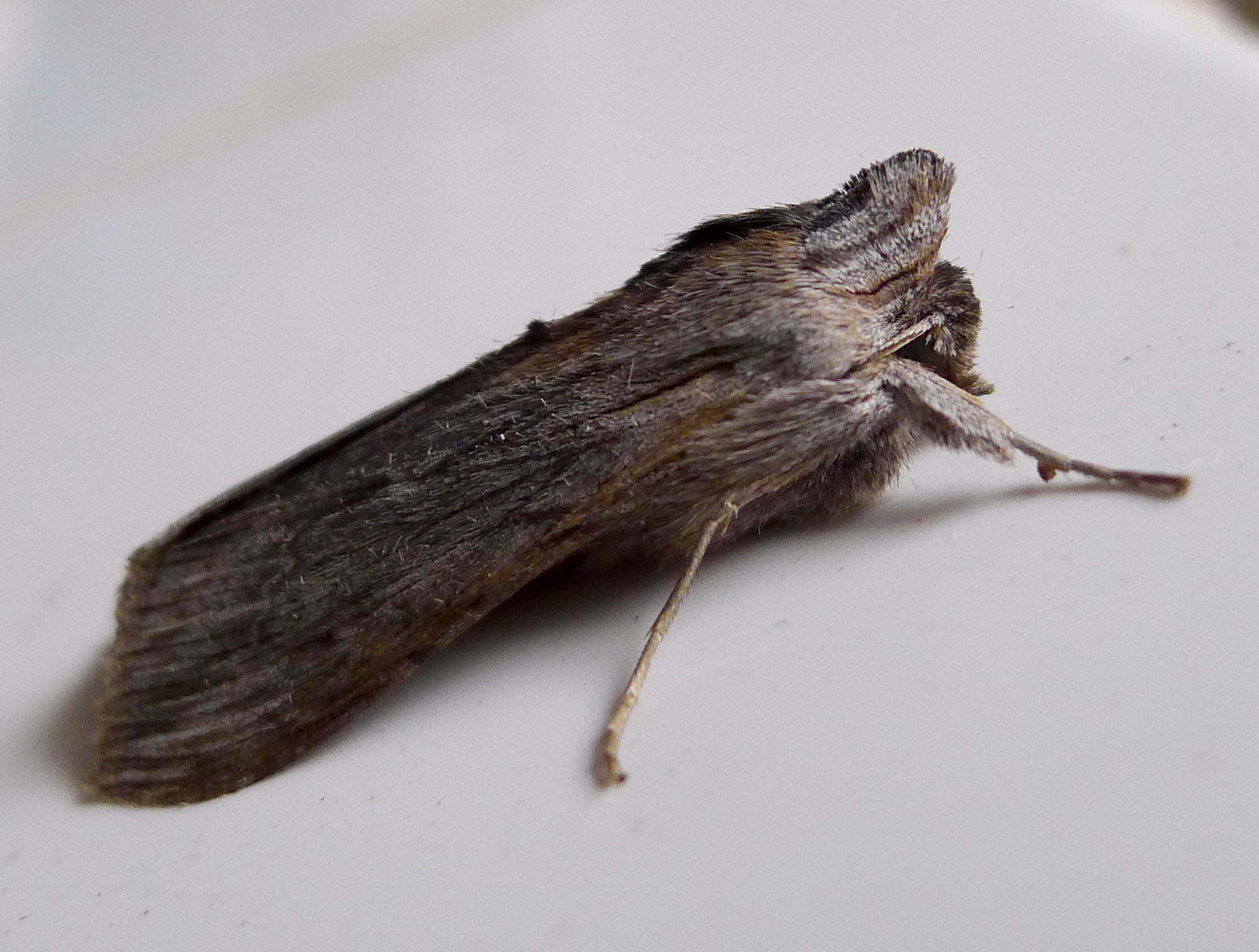
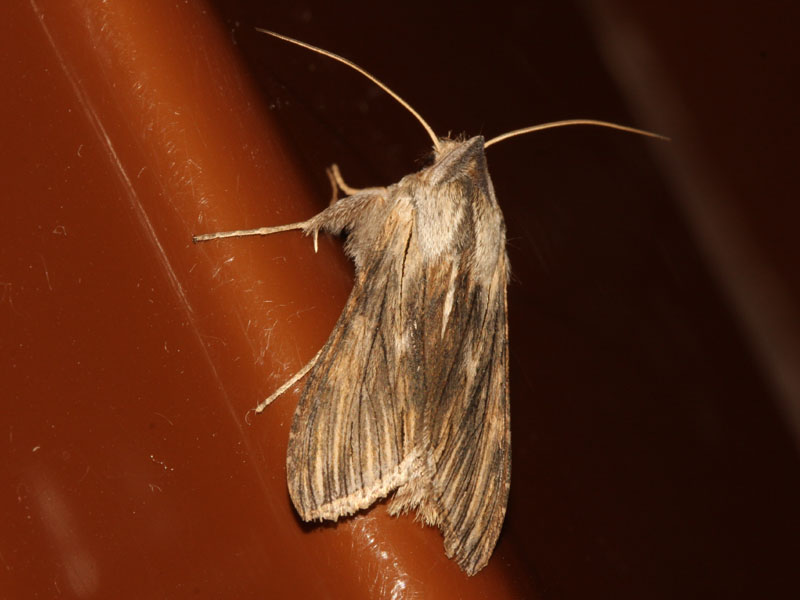
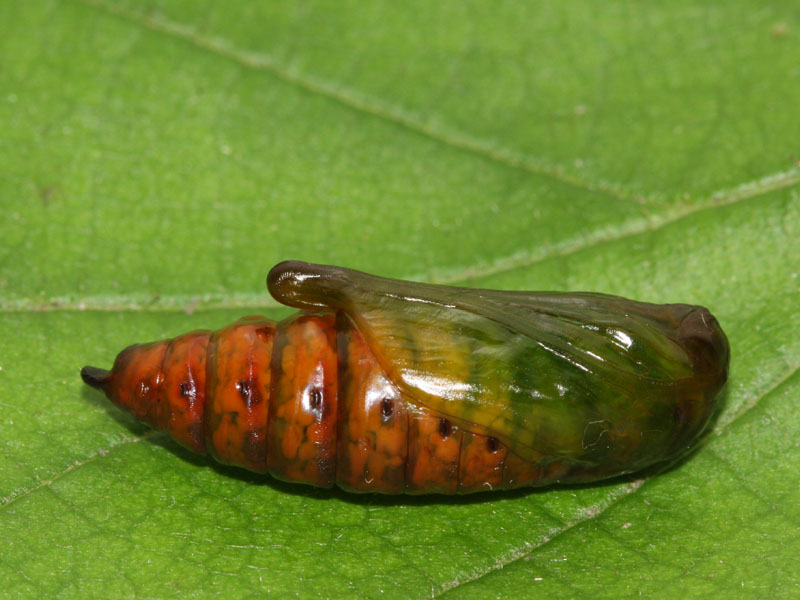
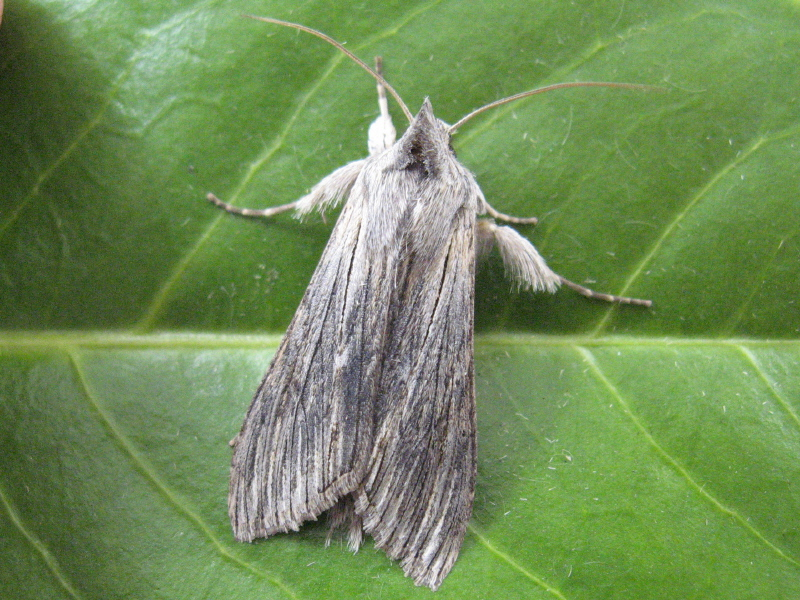
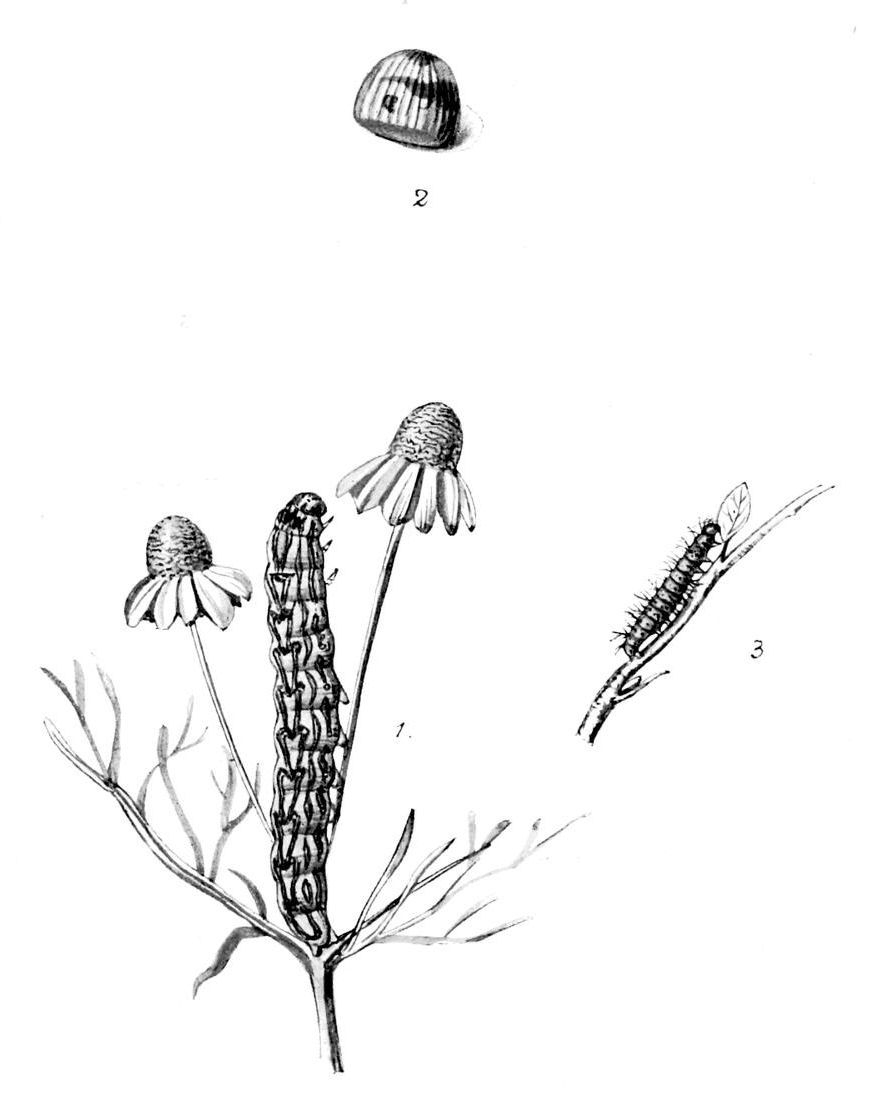